# Kochi 5s
Kochi 5s – indyjski klub futsalowy z siedzibą w mieście Koczin, obecnie występuje w najwyższej klasie rozgrywkowej Indii.
W 2016 klub startował w inauguracyjnych mistrzostwach Indii, w których zdobył wicemistrzostwo.

## Sukcesy
- wicemistrzostwo Indii (1): 2016